# Schron przy Suchym Biwaku
Schron przy Suchym Biwaku – jaskinia, a właściwie schronisko, w Dolinie Lejowej w Tatrach Zachodnich. Ma dwa otwory wejściowe położone w północnym zboczu Kominiarskiego Wierchu, w pobliżu jaskini Suchy Biwak, na wysokościach 1690 i 1692 m n.p.m. Długość jaskini wynosi 14 metrów, a jej deniwelacja 2 metry.

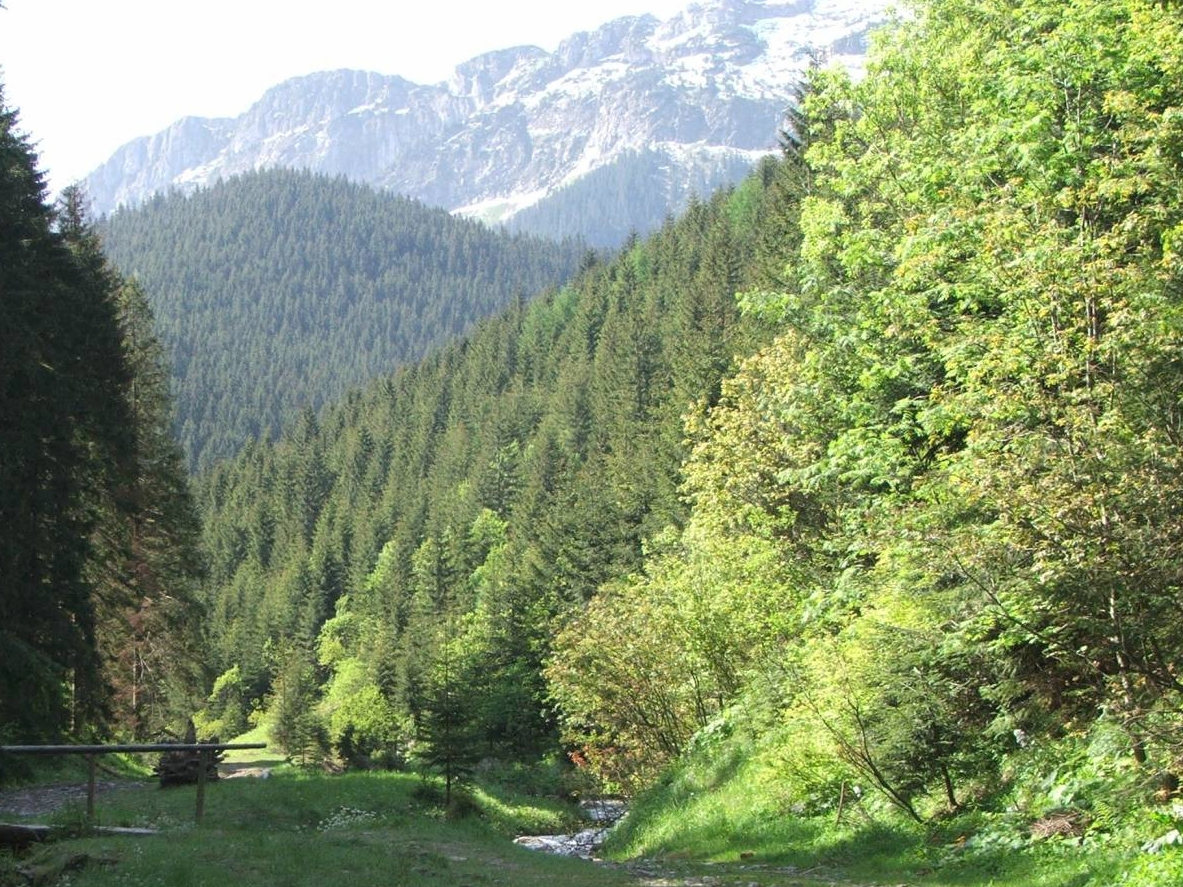
Dolina Lejowa. W głębi północne zbocza Kominiarskiego Wierchu

## Opis jaskini
Jaskinię stanowi idący na początku do góry, a następnie w dół korytarz łączący oba otwory wejściowe. W połowie jego długości odchodzi krótki korytarzyk zakończony zawaliskiem.

## Przyroda
W jaskini brak jest nacieków. Ściany są mokre, rosną na nich mchy i porosty.

## Historia odkryć
Jaskinia była znana od dawna. Jej pierwszy plan i opis sporządził R. M. Kardaś przy pomocy M. Burkackiego i M. Kardasia w 1976 roku.